# In The City
«In The City» — перший студійний альбом англійської групи The Jam, який був випущений 20 травня 1977 року.

## Композиції
1. Art School — 2:02
2. I've Changed My Address — 3:31
3. Slow Down — 2:39
4. I Got By in Time — 2:07
5. Away from the Numbers — 4:03
6. Batman Theme — 1:31
7. In the City — 2:19
8. Sounds from the Street — 3:14
9. Non-Stop Dancing — 2:28
10. Time for Truth — 3:10
11. Takin' My Love — 2:15
12. Bricks and Mortar — 2:37

## Учасники запису
- Пол Веллер — вокал, гітара, клавішні
- Брюс Фокстон — бас
- Рік Баклер — ударні